# Coluna de Washington
A Coluna de Washington ou Washington Monument, é uma coluna dórica monumental situada em Baltimore, Maryland.
Foi realizada por Robert Mills, o então projetista do colossal Obelisco de Washington, e teve início em 1815 num terreno doado por John Eager Howard e foi concluída em 1829.
Possui 54 metros de altura e abriga um museu dedicado ao presidente George Washington.